# Neubrügg
Die Neubrügg, auch Neubrück oder Neubrücke genannt, ist die älteste erhaltene Holzbrücke im Kanton Bern in der Schweiz und führt bei Bremgarten über die Aare, wo sie die Gemeinde Kirchlindach mit dem Berner Neufeld-Quartier verbindet. Seit dem 18. Juli 2025 ist die Brücke für jeglichen Verkehr gesperrt.

## Geschichte
Die Neubrügg ersetzte 1534/35 eine im Jahre 1466 an derselben Stelle als Fährersatz erbaute Brücke, die bereits ab 1467 Kirchlindach mit Bern verband. Sie ist eine gedeckte Holzbrücke auf vier Steinpfeilern, die aus Tuff, Nagelfluh und Sandstein gebaut sind. Die Holzkonstruktion besteht hauptsächlich aus Tannenholz, für wichtige tragende Elemente wurde auch Eichenholz verwendet. Bis 1838 war die Strassenbrücke eine bedeutende Zollstelle.
Verkehrstechnisch wurde die Neubrügg 1913 durch die neu erbaute, 800 m flussabwärts gelegene Halenbrücke ersetzt. Diese brachte eine deutliche Verbesserung der Verkehrsverbindung der nördlichen Agglomeration mit der Stadt Bern.
Die Neubrügg ist im Inventar historischer Verkehrswege der Schweiz als Objekt von nationaler Bedeutung verzeichnet und ist ein Kulturgut von nationaler Bedeutung.

## Unterhaltsarbeiten
Während der Erneuerung der benachbarten Halenbrücke in den Jahren 1992–1993 musste der Strassenverkehr zur nördlichen Agglomeration Berns umgeleitet werden. Dafür wurde eine provisorische Notbrücke neben der Neubrügg gebaut, und die für den motorisierten Verkehr gesperrte alte Holzbrücke konnte während dieser Zeit gründlich auf allfällige Schäden untersucht werden. 1995, nach der Wiedereröffnung der Halenbrücke, wurde die dringend nötige Sanierung vorgenommen. Siehe dazu den Artikel im Lokalblatt drWecker.
Aus Sicherheitsgründen wurde die Brücke am 18. Juli 2025 wegen fortschreitenden Schäden an der Tragstruktur für jeglichen Verkehr gesperrt.

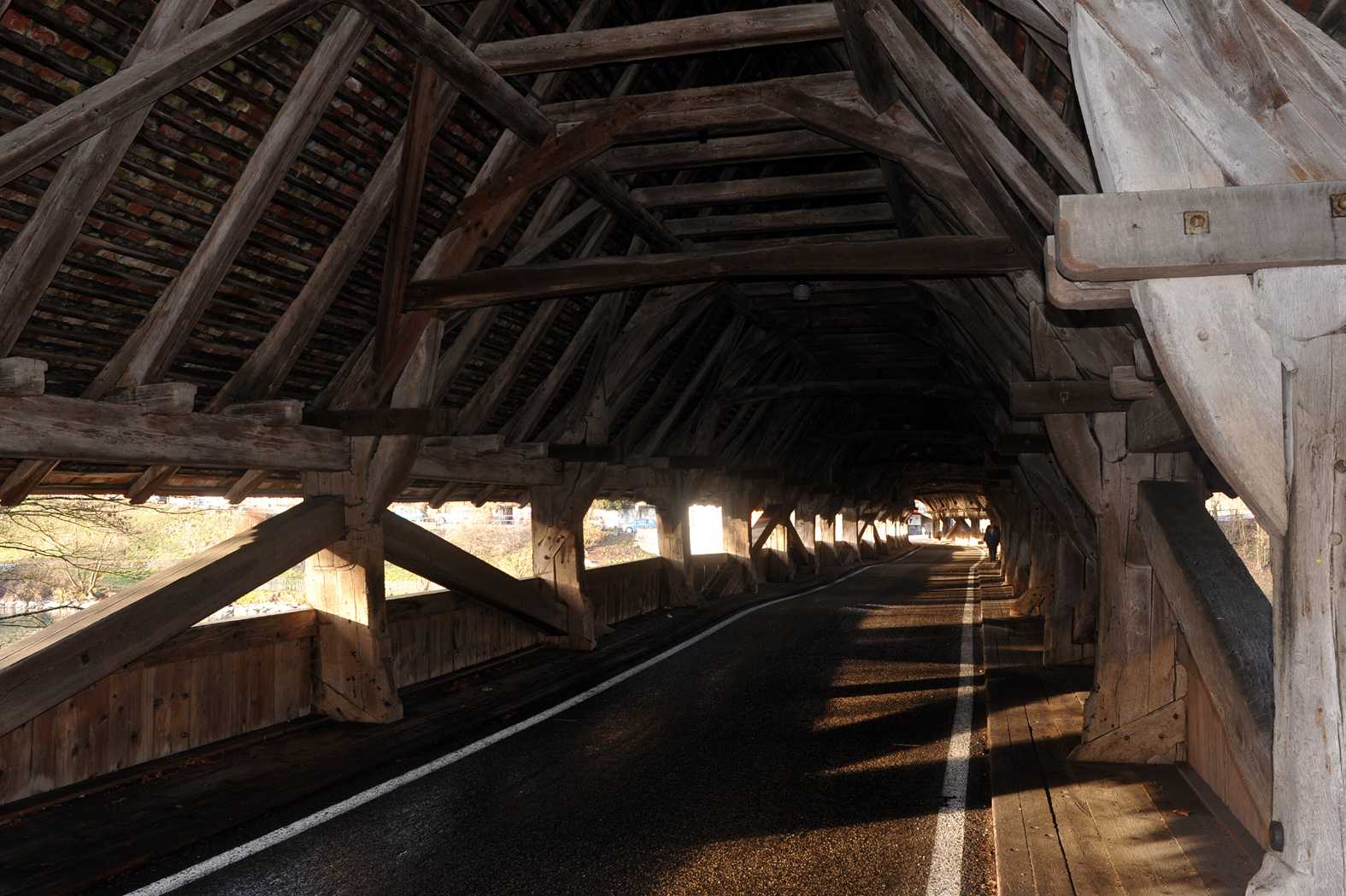
Neubrügg – Innenansicht, Holzkonstruktion und asphaltierte Fahrbahn
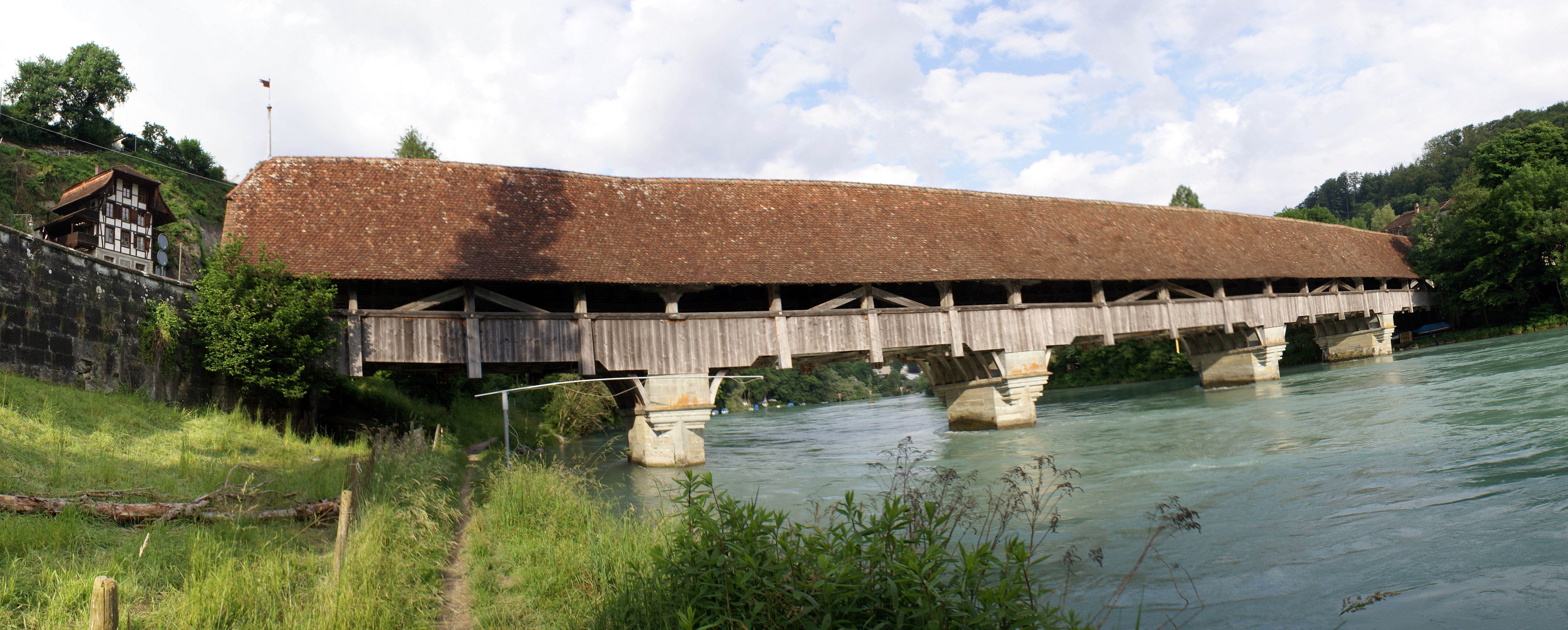
Neubrügg – Westseite
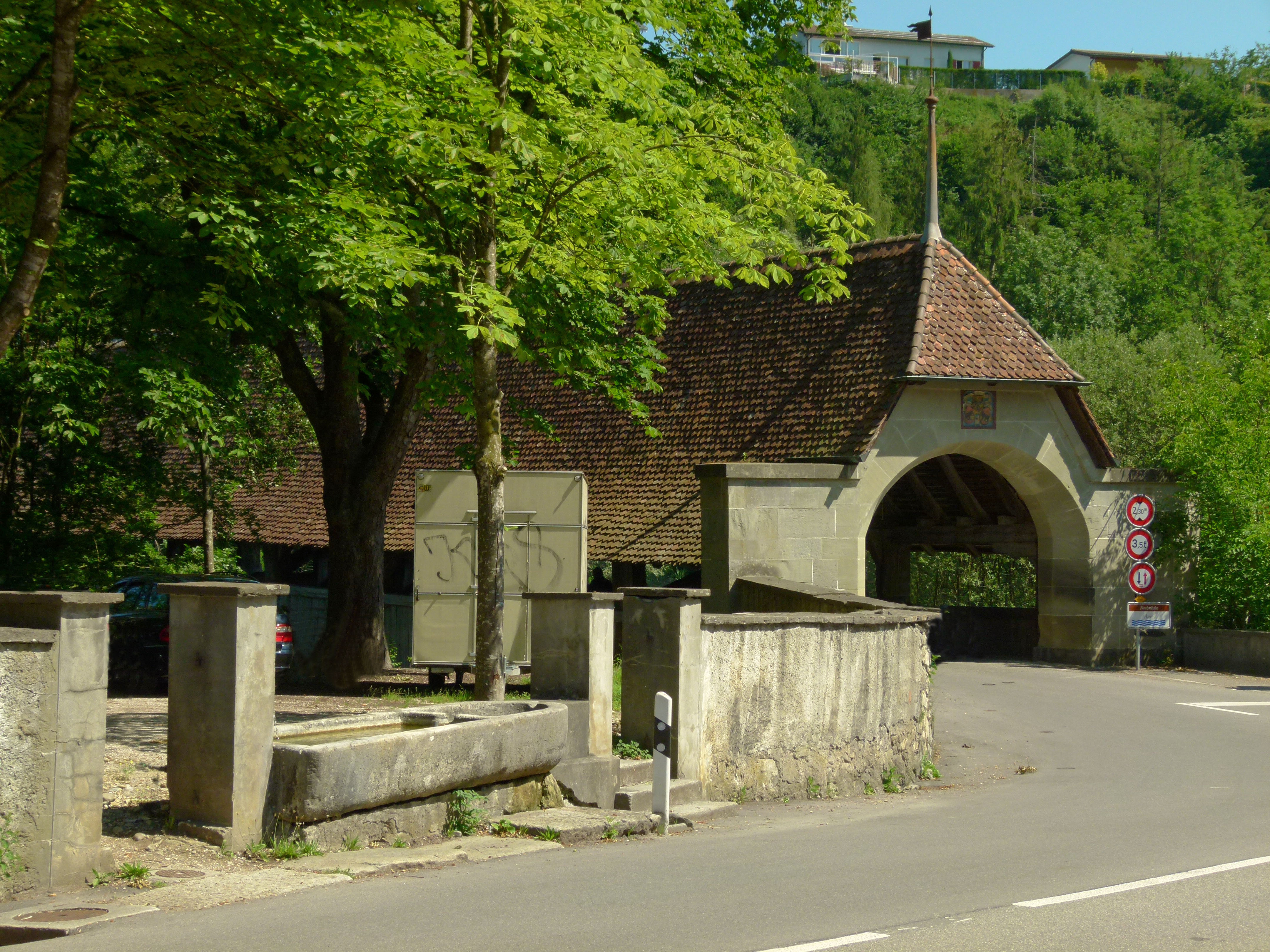
Neubrügg – Südportal